# Faiza Haračić-Helja
Faiza Haračić-Helja (Kakanj, 11. listopada 1972.) je bosanskohercegovačka književnica. 

## Životopis
Osnovno obrazovanje je završila u Donjem Kaknju, a srednjoškolsko obrazovanje nastavlja u Ekonomskoj školi u Zenici. Drugu godinu srednje škole pohađala je u Mašinsko-tehničkoj školi u Kaknju. Po završetku škole, počinje da radi kao trgovac, te upisuje pedagoški smjer, ali zbog ratnih nedaća biva spriječena studirati.
Pisanjem se počinje baviti još u osnovnoj školi. 1983. godine se prijavljuje na konkurs Titovim stazama revolucije i osvaja prvu nagradu za literarni rad. Zatim, 1985. godine osvaja nagradu za najbolji literarni rad za djelo Rječnik turcizama na području Bosne i Hercegovine. Pisanje nastavlja u srednjoj školi gdje su njeni radovi objavljeni u tadašnjim časopisima Žena, Nada, Poezija i  Kratke ljubavne priče. Prvo javno objavljivanje je bilo 2011. u međunarodnoj zbirci Almanah koja je štampana i promovirana u Beogradu. Njen rad je istaknut u mnogim zajedničkim zbirkama s prostora Srbije, Hrvatske i BiH.